# Biserica cnezilor Cândea din Sântămăria-Orlea

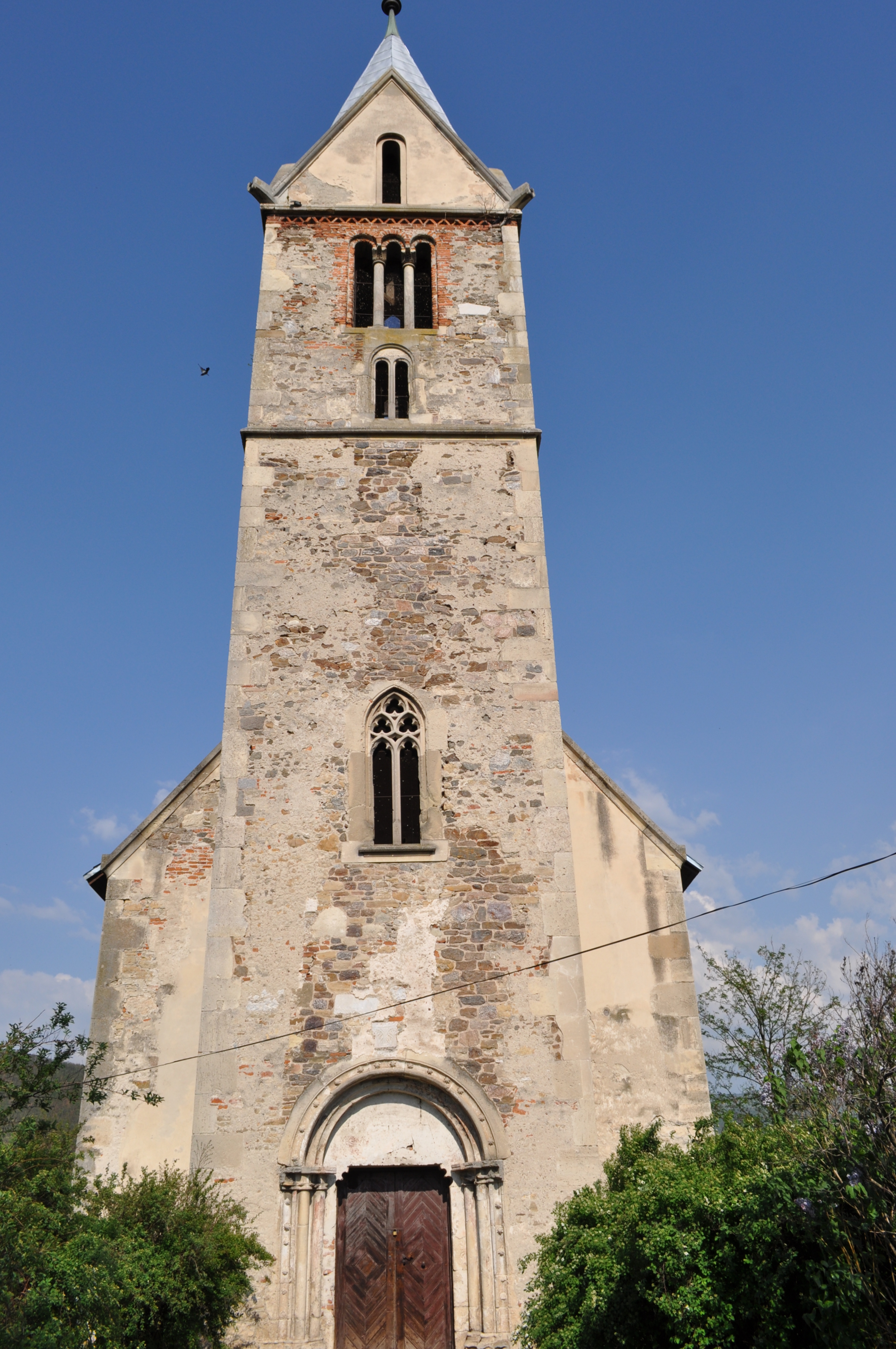
Biserica cnezilor Cândea din Sântămăria-Orlea, județul Hunedoara, foto: mai 2012.

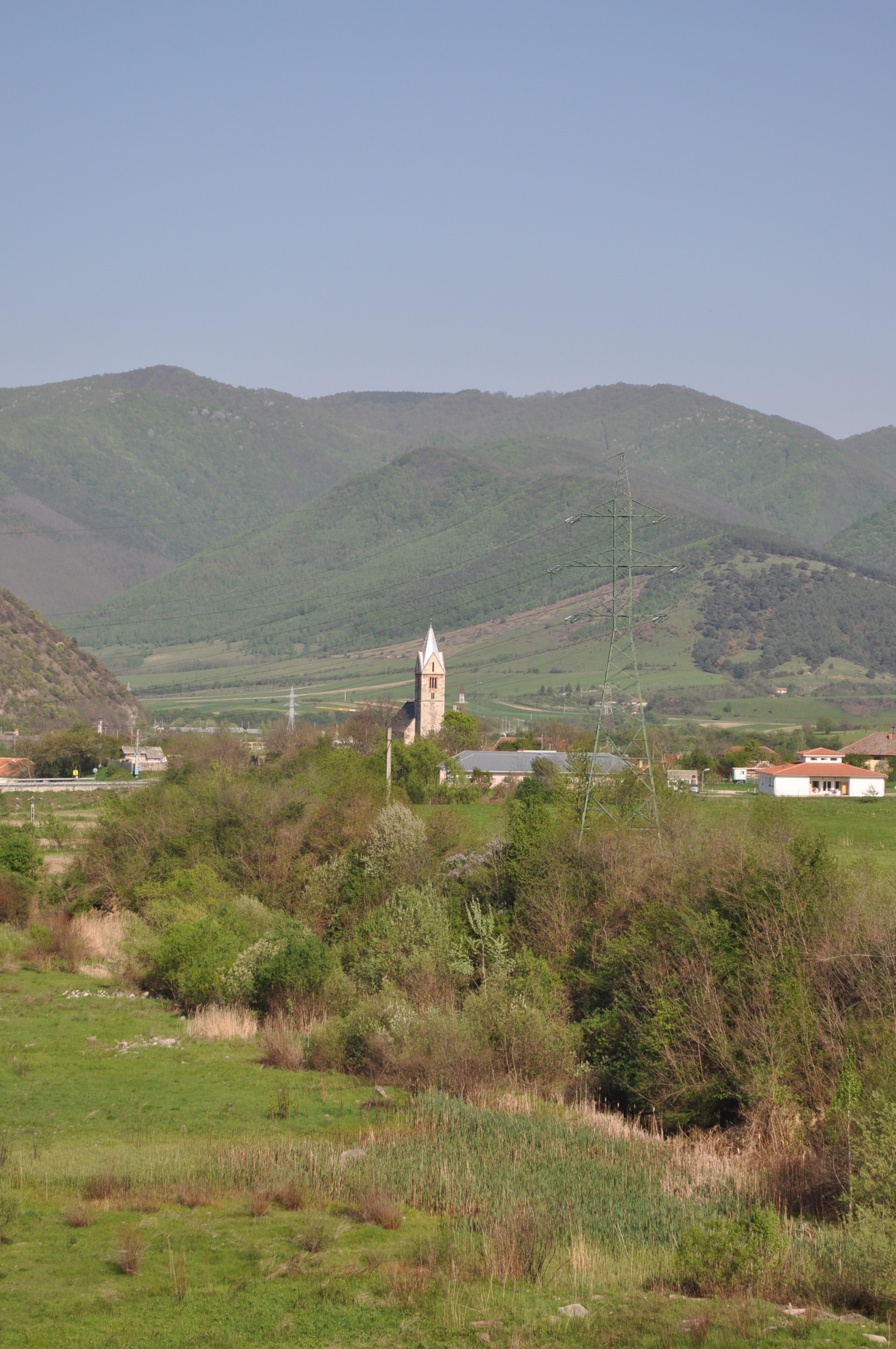
Biserica din depărtare

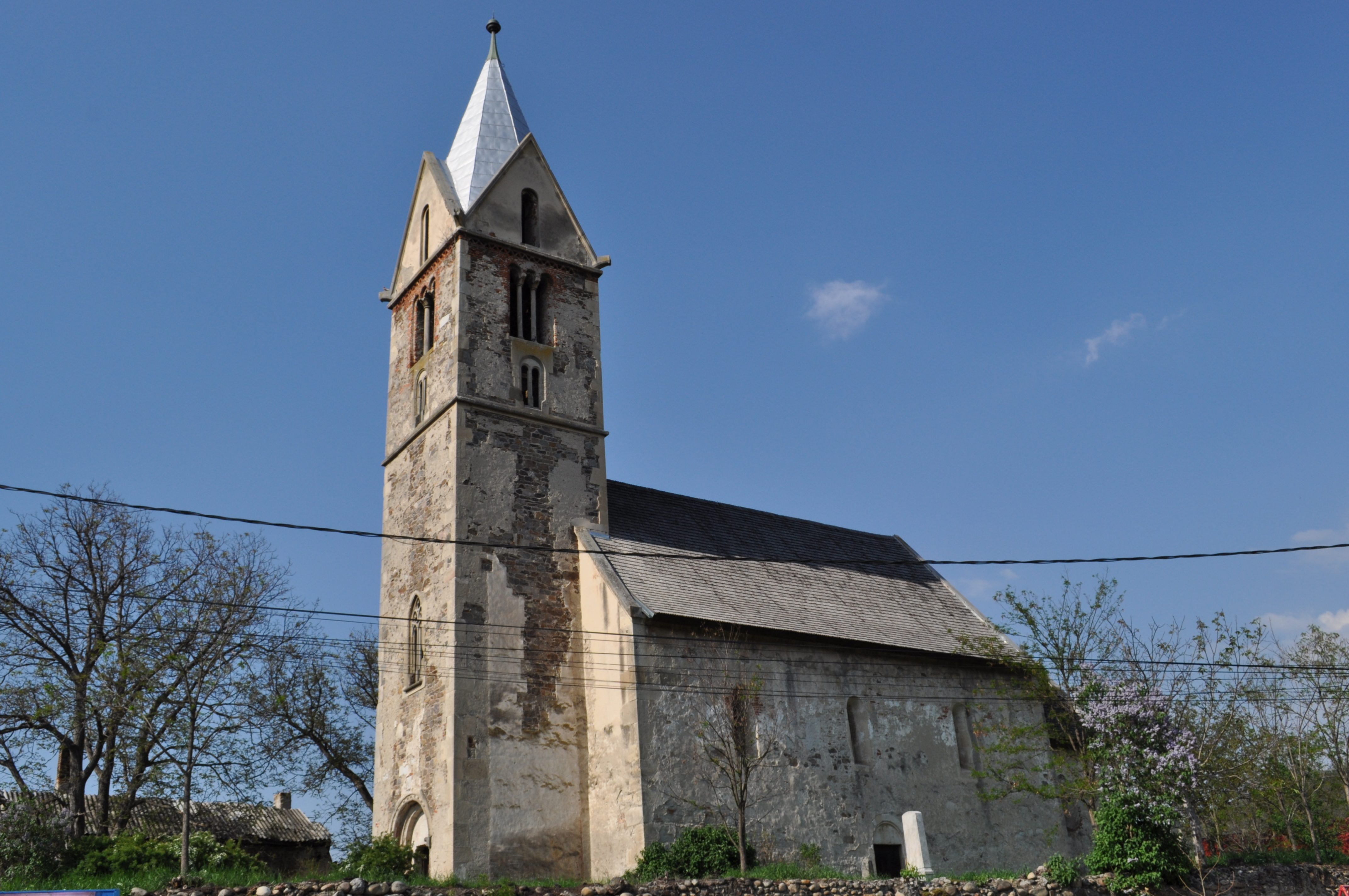
Biserica (sud-vest)

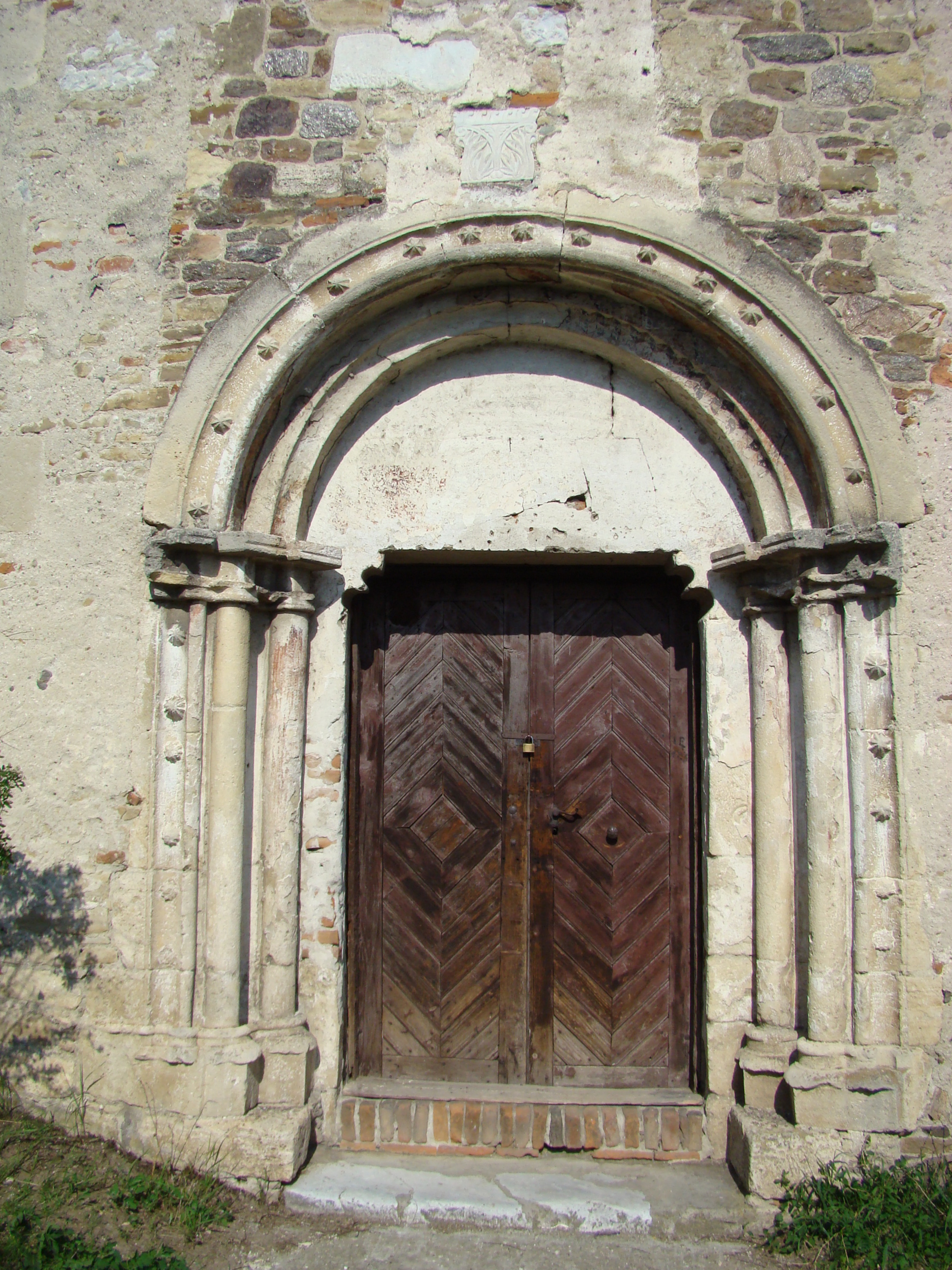
Portalul romanic de la baza turnului

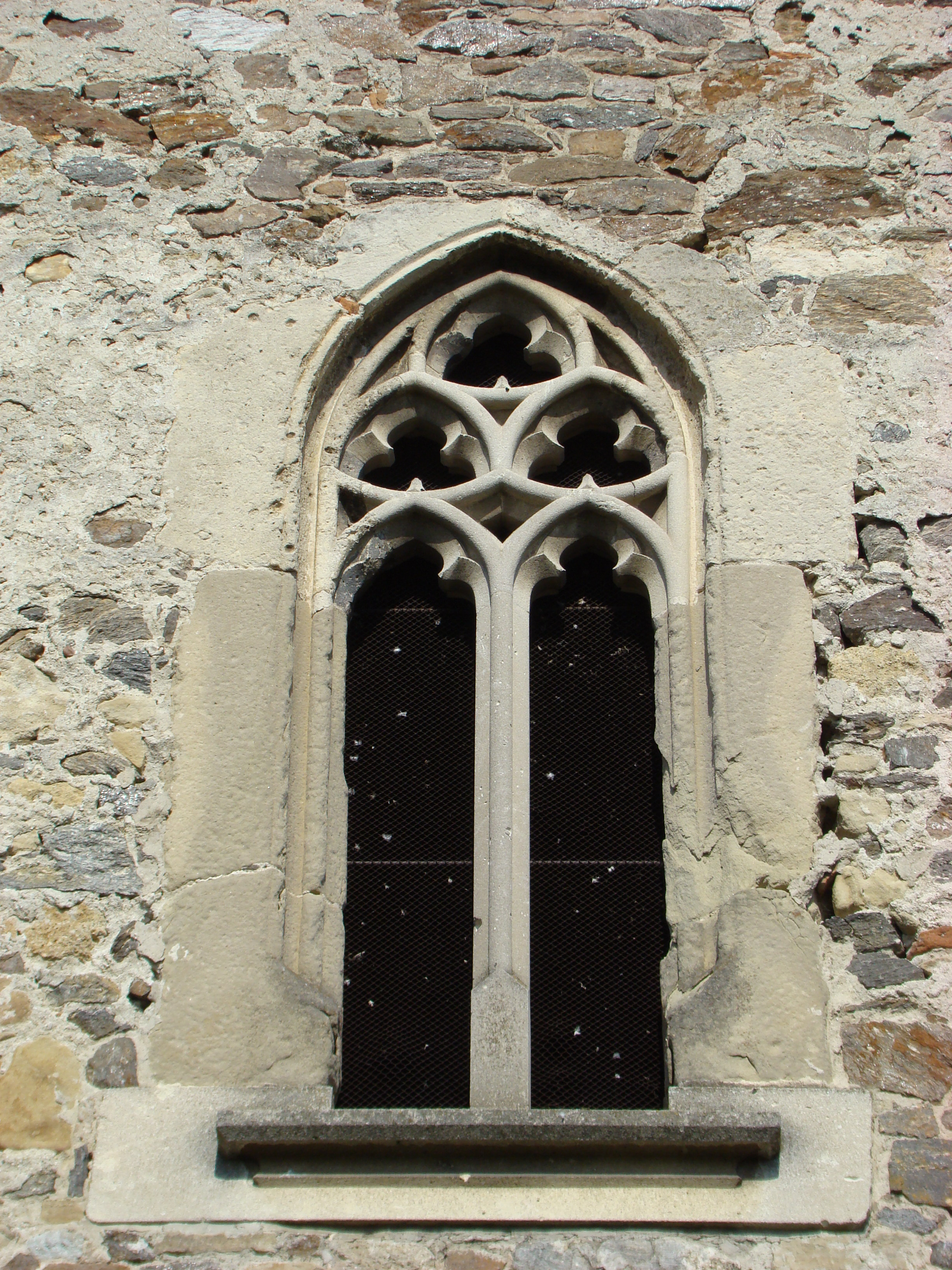
Fereastră biforă

Biserica reformată (calvină) Sântămăria-Orlea, odinioară catolică, se numără printre cele mai vechi biserici din spațiul românesc, fiind ridicată către sfârșitul secolului al XIII-lea. Alcătuită dintr-o navă tăvănită, din turn pe fațada de vest și un altar dreptunghiular boltit în cruce pe ogive, prezintă forme arhitectonice specifice tranziției de la romanic la goticul timpuriu. În interior se află un valoros ansamblu de pictură murală. 
Biserica este clasată pe lista monumentelor istorice din județul Hunedoara cu codul LMI HD-II-m-A-03445. 
Fereastra biforă este orientată spre apusul soarelui.

## Istoric și trăsături
La sud de orașul Hațeg, pe malul drept al Râului Mare, se află localitatea Sântămăria-Orlea, atestată documentar în anul 1331, sub denumirea de „villa Sancte Marie”. Pe un mic platou de la periferia satului, la mică distanță de vechiul castel al familiei nobiliare Kendeffy, se ridică un lăcaș de cult impunător, aparținător, în prezent, cultului reformat.
Construită din piatră brută și piatră fățuită la muchii, biserica atrage atenția nu doar prin aspectul îngrijit al zidurilor sale înalte, cât mai ales prin frumusețea portalurilor și a ferestrelor, cu coloane și chenare atent executate. Tăvănită, luminată de ferestre înguste cu deschizături semicirculare, nava dreptunghiulară (16,36 x 10,22 m) este prevăzută, pe latura sudică, cu un portal romanic. În partea ei apuseană se află o tribună, adosată după 1447, așezată pe stâlpi de zid octogonali și separată de corpul clopotniței. Spre răsărit, compoziția arhitectonică a monumentului cuprinde și un altar rectangular (6,24 x 6,40 m), boltit în cruce pe ogive, cu nervuri masive care se reazemă pe console cu un decor înflorat. Turnul pătrat, cu cinci niveluri, este prevăzut la parter cu un portal de tip romanic, cu o bogată decorație sculptată. La primul etaj, prezența unei ferestre gotice se datorează unei intervenții posterioare edificării monumentului; în schimb, ferestrele de la ultimele etaje sunt romanice, aparținînd fazei  inițiale de construcție. Acoperișul, refăcut în cursul unuia dintre multiplele șantiere de renovare la care a fost supus în timp edificiul - mai cunoscut este cel din anul 1908 - este alcătuit din patru frontoane triunghiulare din piatră și dintr-o piramidă prelungită.
Privită în ansamblu, biserica prezintă caracteristicile fazei de trecere de la romanic la gotic, fază care, în arhitectura transilvăneană, s-a consumat în cea de-a doua jumătate a secolului al XIII-lea. Prin altarul dreptunghiular boltit în cruce pe ogive și prin fereastra circulară polilobă de pe latura sudică a altarului, ctitoria se înscrie în numeroasa familie a monumentelor derivate stilistic din formele goticului timpuriu (așa-numitul „gotic burgund”), răspândit în întreaga Europă de călugării ordinului cistercian. Pornind de la aceste criterii stilistice, datarea monumentului în jurul anului 1280 este în deplină concordanță cu informațiile surselor scrise.
Dată fiind apartenența actuală a bisericii la comunitatea calvină, ar fi de așteptat ca, la interior, decorul iconografic să lipsească cu desăvârșire. Totuși în naos și in absida altarului sunt sesizabile câteva fragmente de pictură, reminiscențe ale bogatului decor care împodobea odinioară pereții sfântului lăcaș. De sub stratul de var sub care stătuseră ascunse mai bine de trei secole, restauratorul Ferenc Storno, din însărcinarea Comisiunii Monumentelor Istorice din Budapesta, a scos la lumină, în anul 1869, cele dintâi mărturii ale bogatei vestimentații murale de odinioară; alte relevee au fost executate de Imre Steindl în 1873. Ansamblul pictural ar fi fost dezvăluit, probabil, în totalitate, dacă nu s-ar fi opus membrii aceleiași Biserici Reformate.
Păstrată în condiții relativ bune și desfășurată pe mari suprafețe, pictura aparține mai multor etape de execuție; cea mai importantă este aceeea în care s-a decorat partea răsăriteană a navei, etapă datată, printr-o inscripție latină, aflată lângă portalul sudic, în anul 1311. Sub acest strat de pictură se găsește decorul provizoriu al bisericii, realizat imediat după finalizarea construcției, format din zece cruci de consacrare, răspândite de pe pereții absidei altarului și până în nartex. Cu privire la încadrarea cronologică a picturii din naosul bisericii, o asemenea sinteză nu se putea constitui decât la sfârșitul sec al XIII-lea sau în primele decenii ale secolului următor, încadrare confirmată și de inscripția, pictată în frumoasele majuscule de stil gotic, de pe peretele sudic al lăcașului: ”HISTA ECCLESIA EST DEDICATA PRO HONORE BEATE GENITRICIS ANNO DOMINI MCCCVNDECIMO”, în traducere: ”Această biserică a fost închinată spre cinstea Fericitei Născătoare, anul Domului 1311”. Așadar, acesta este cel mai vechi ansamblu pictural păstrat din țară, devansând cu jumătate de veac decorul iconografic al bisericii „Sfântul Nicolae” de la Curtea de Argeș. Prezentând numeroase elemente bizantino-balcanice, cu vădite împrumuturi din arta romanică și gotică, dar și cu influențe ale Renașterii, picturile din naosul bisericii din Sântămaria-Orlea reprezintă un interesant caz de interferență stilistică, indicând ca posibilă zonă de proveniență a meșterului zona Dalmației sudice.
Pentru cea de-a treia etapă de execuție, reprezentativ este decorul pictural al absidei altarului, aparținând stilului bizantin târziu, simplificat însă prin rusticizare. Dacă se ia în considerare faptul că, la mijlocul secolului al XV-lea, Cândeștii din Râu de Mori intrau in posesia localității Sântămăria Orlea, acestei familii i se datorează, cu cea mai mare probabilitate, finanțarea picturilor din altar și de sub tribuna navei, scene executate de doi meșteri formați în ambianța bizantină sud-carpatică. Un sgrafit latin, din anul 1484, stabilește datarea „ante quem” a acestui nou decor pictural. Alte elemente iconografice sunt vizibile la exteriorul bisericii. La fel ca în cazul bisericii din Strei, un „Iisus-Vir dolorum” este situat în luneta portalului sudic, stratul de pictură este însă foarte șters și doar o examinare atentă permite identificarea Mântuitorului, încadrat de doi îngeri. Alte urme de chenare decorative și de pete de culoare se păstrează sub arcada portalului vestic.
Actualmente reformat, dar posedând la interior o bogată vestimentație picturală bizantin-ortodoxă, precedată de o fază caracterizată prin prezența unor cruci de consacrare tipic latine, lăcașul de cult se înscrise astfel în categoria monumentelor a căror istorie este învăluită într-o aură de mister. Nedumeririle sunt legate de caracterul confesional inițial al bisericii, cheia identificării ctitorilor. Așadar, cine a ctitorit biserica din Sântămaria Orlea? Românii ortodocși sau coloniștii maghiari catolici? Părerile istoricilor au fost și sunt împărțite.
Un punct de vedere este acela că edificiul a fost ridicat de coloniștii maghiari catolici, semnalați documentar în localitățile Hațeg, Sântămaria-Orlea și Bretea Ungurească (azi Bretea Streiului) încă din anul 1276, moment în care s-a și realizat integrarea depresiunii hațegane în structurile politico-administrative de tip feudal ale Regatului maghiar. În posesia comunității  latine l-ar fi înregistrat, ca atare, și registrul dijmelor papale din anii 1315 și 1332. În privința stratului de pictură de la 1331, deși prezintă numeroase tangențe cu arta bisericească de tradiție bizantină, s-a susținut că stilul acestuia nu ar fi impropriu nici artei occidentale. Prezența elementelor arhitectonice romano-gotice, pisania latină și istoricul localității în care se găsește biserica - strâns legat de comunitatea maghiară colonizată aici, pusă, încă de la sfărșitul sec al XIII-lea în slujba cetății, respectiv a curții regale din Hațegul învecinat - ar conduce la concluzia că, la început, lăcașul de cult ar fi deservit parohia locală de rit catolic, supusă, prin arhidiaconatul Hunedoarei, Episcopiei latine din Alba Iulia.
Ca urmare a pustiitoarelor incursiuni turcești din anii 1420 și 1438, soldate cu distrugerea curții regale din Hațeg și cu incendierea și prădarea târgului și a localităților din împrejurimi, între care și Sântămăria Orlea, Ioan de Hunedoara, în calitate de administrator al bunurilor Coroanei maghiare, a dăruit satul, la 15 aprilie 1447, lui Ioan, fiul lui Cândea de Râu de Mori, fiilor Cândreș, Ladislau și Nicolae și nepotului de frate al acestuia, Cândea, colaboratorii săi credincioși din nesfârșitele campanii antiotomane. Așadar, biserica parohială de odinioară devenea capelă de curte a cunoscutei familii nobiliare românești ortodoxe. De această preluare ar trebui legată, în acest caz, și posibila schimbare a hramului bisericii, care, pe baza icoanei dispărute de deasupra intrării, ar fi fost cel al „Sfintei Treimi”. Donația, potrivit istoricului clujean Adrian Andrei Rusu, s-a datorat atmosferei confesionale post-florentine, în cadrul căreia uniunea religioasă, perfectată formal în anii 1438-1439, era privită ca înfăptuită.
Potrivit celeilalte opinii, biserica a fost încă de la început ortodoxă, lucru dovedit nu doar de picturile din sec al XIV-lea, cu un vădit caracter bizantin, sau de literele chirilice prezente în altar, ci și de nișa din peretele nordic al altarului, astăzi astupată, care servise, în vechime, ca proscomidiar. În ceea ce privește existența acelor cruci de consacrare, aparținătoare decorului provizoriu al bisericii, o ipoteză ar fi aceea ca acest strat a fost sfințit, la un moment dat, de un episcop catolic, fapt petrecut cândva în vremea regilor angevini, sub care măsurile de constrângere a „ereticilor” ortodocși au devenit din ce in ce mai aspre.
Dacă părerile istoricilor privitoare la apartenența confesională inițială a bisericii nu concordă, după anul 1447 lucrurile sunt limpezi, căci, din acel moment, destinul edificiului s-a legat îndeaproape de cel al familiei Cândea din Râu de Mori. Odată cu trecerea acesteia la Catolicism, în a doua parte a secolului al XV-lea, și biserica a fost transformată, probabil într-un lăcaș de cult latin. În jurul anului 1555, biserica și-a schimbat din nou destinația confesională; un document din 8 martie 1559 transmite informația că paroh al bisericii din Sântămăria-Orlea era, de cel puțin patru ani, pastorul reformat maghiar Martin, cel care la cererea Miliței Kendeffy de Râu de Mori, a cununat-o de doua ori pe Margareta Mușina de Răchitova. Dacă în următoarele șase decenii familia Kendeffy - calvinizată și maghiarizată - a permis oficierea serviciilor divine ortodoxe în paralel cu cele reformate, după 1613, românii au fost privați de biserică. În plus, absența sgrafitelor - ultimul datează din anul 1642 - indică văruirea veșmântului pictural interior al bisericii, rămas acoperit până în 1869; acest tip de neoiconoclasm medieval este atestat și în cazul altor edificii ecleziastice hunedorene.
Interesantă este informația transmisă de canonicul Iacob Radu, anume că, în cursul ultimei expediții turcești în Țara Hațegului (1788) ar fi fost distruse, prin incendiere, anexele unui așezământ monahal benedictin, aflat în imediata apropriere a bisericii; anterior, vicarul unit Ștefan Moldovan sugerase contemporaneitatea acestei mănăstiri cu cea de la poalele Cetății Colțului, ctitoria acelorași Cândești. În lipsa altor surse documentare, aceste informații nu pot fi încă verificate. Așadar, lăcașul de cult trebuie să-și fi păstrat, în cursul secolelor XVI-XIX, statutul de edificiu parohial reformat. În mod curios, harta iosefină a Transilvaniei (1769-1773) nu-l menționează. În anul 1810, vicarul unit al Hațegului, Chiril Țopa, încerca, fără sorți de izbândă, preluarea lăcașului pe seama obștii românești; autoritățile au dat câștig de cauza credincioșilor maghiari. Drept urmare, biserica, înscrisă pe lista monumentelor istorice, funcționează până astăzi, în mod sporadic, ca lăcaș de cult al restrânsei comunități de credincioși calvini, urmași ai nemeșilor hațegani de altădată.

## Imagini

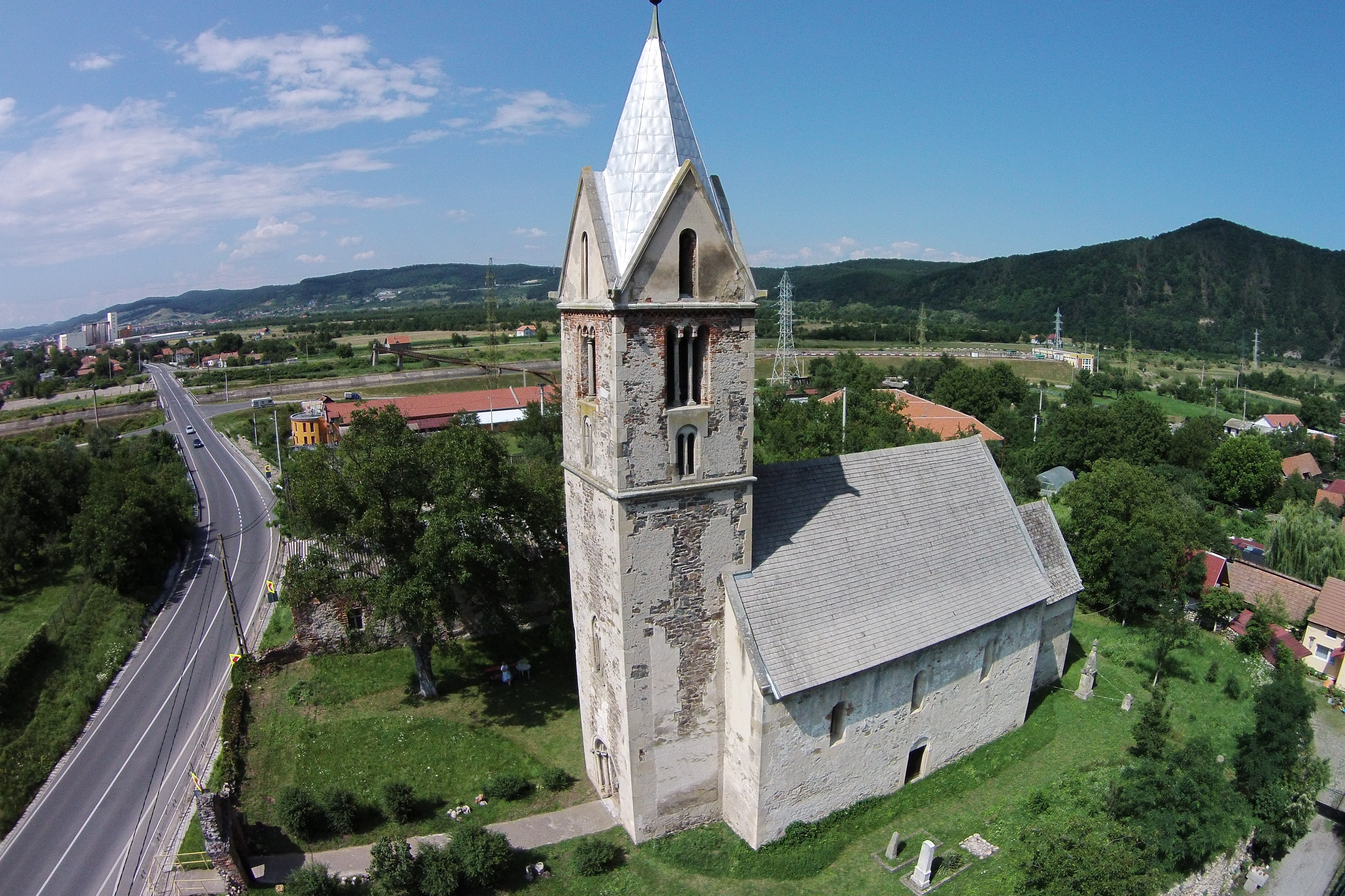
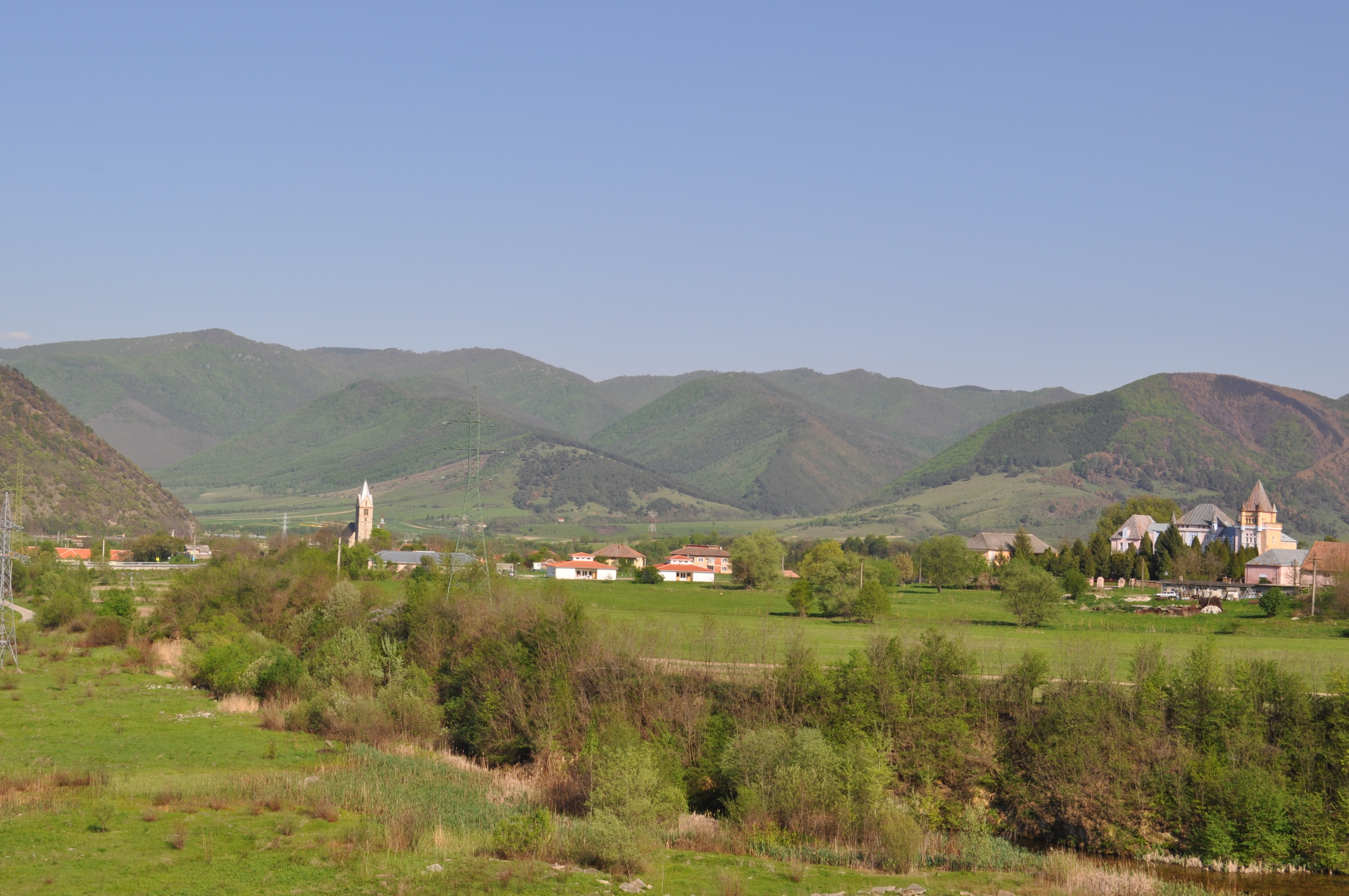
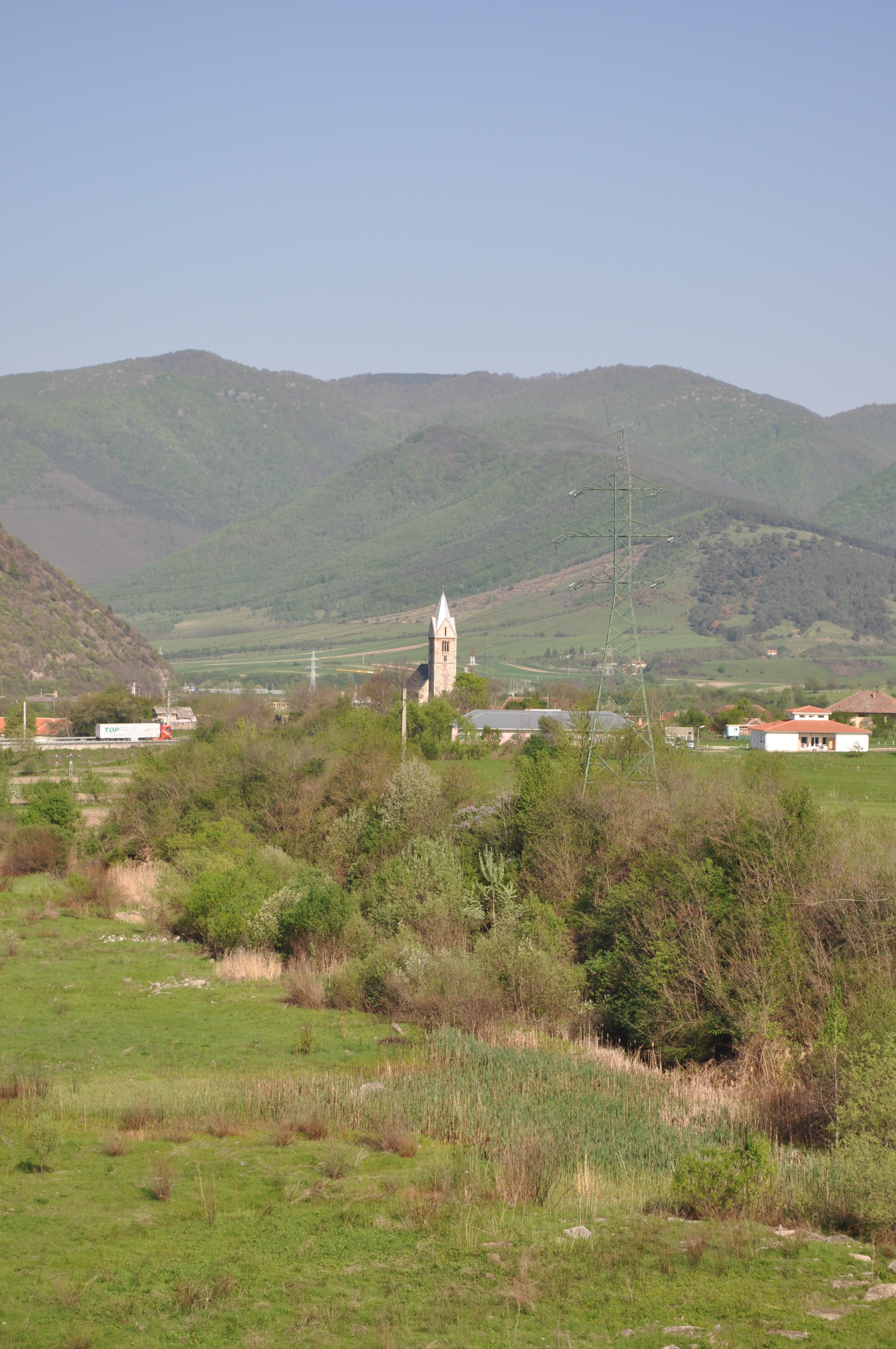
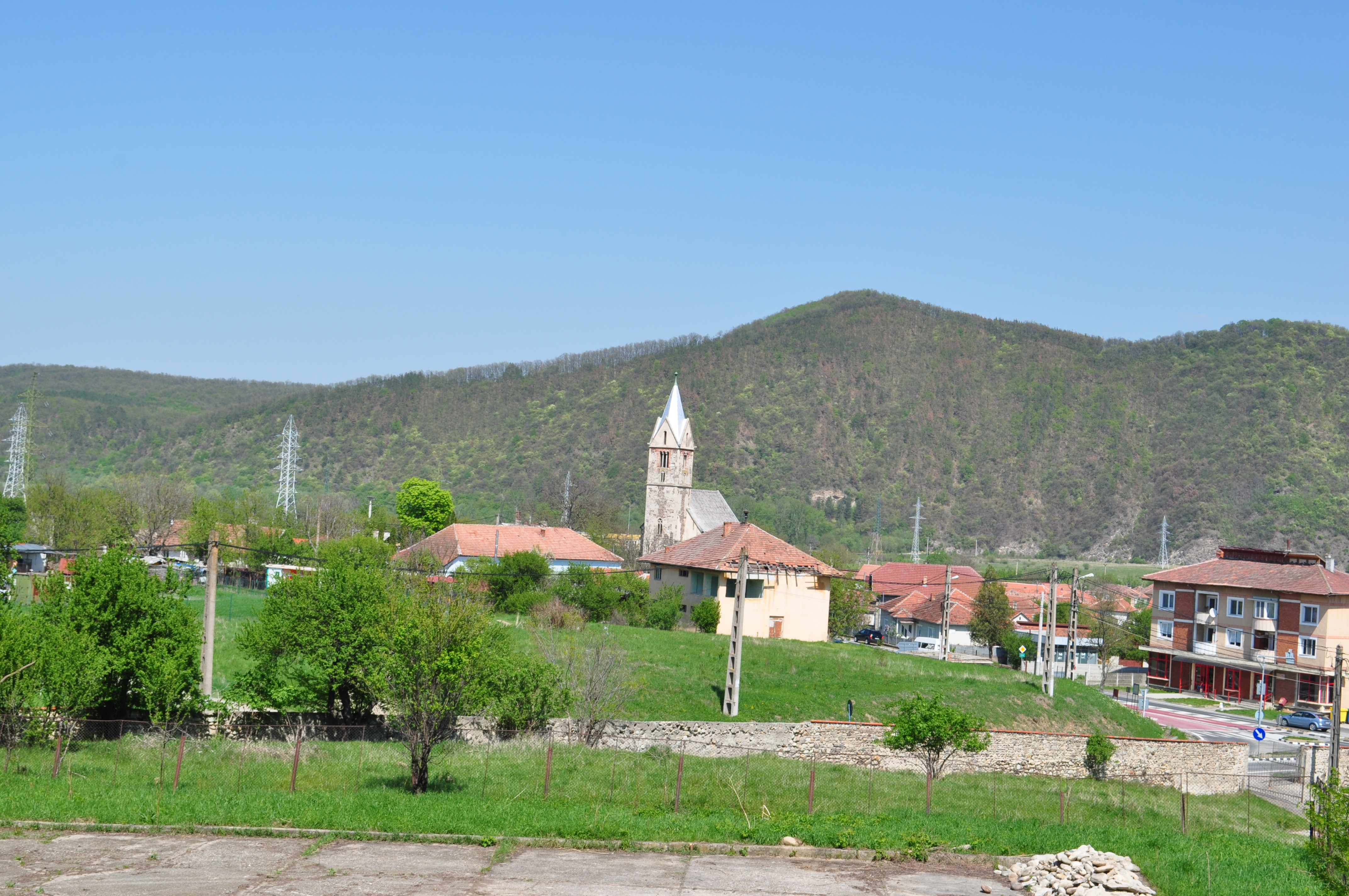
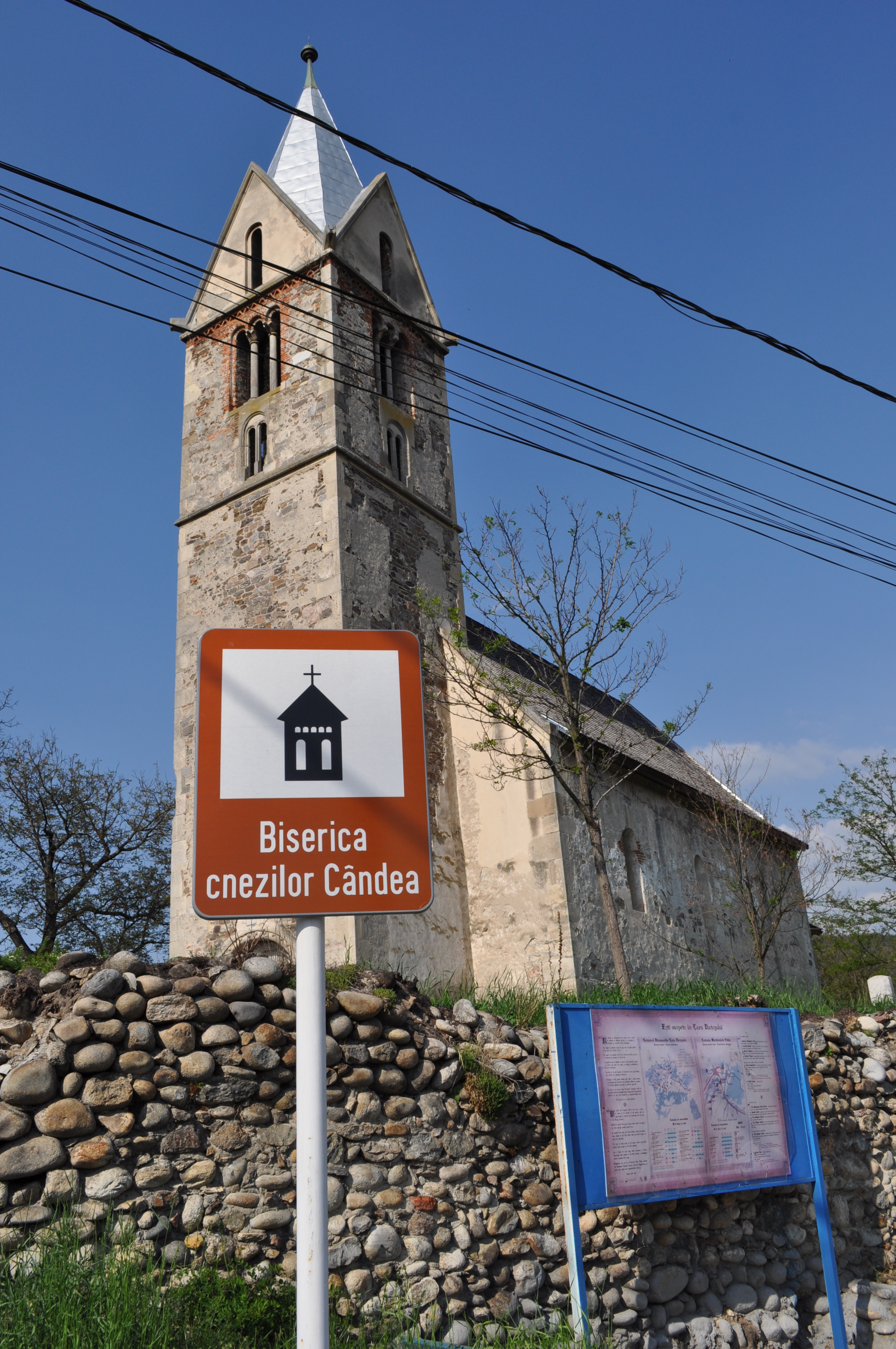
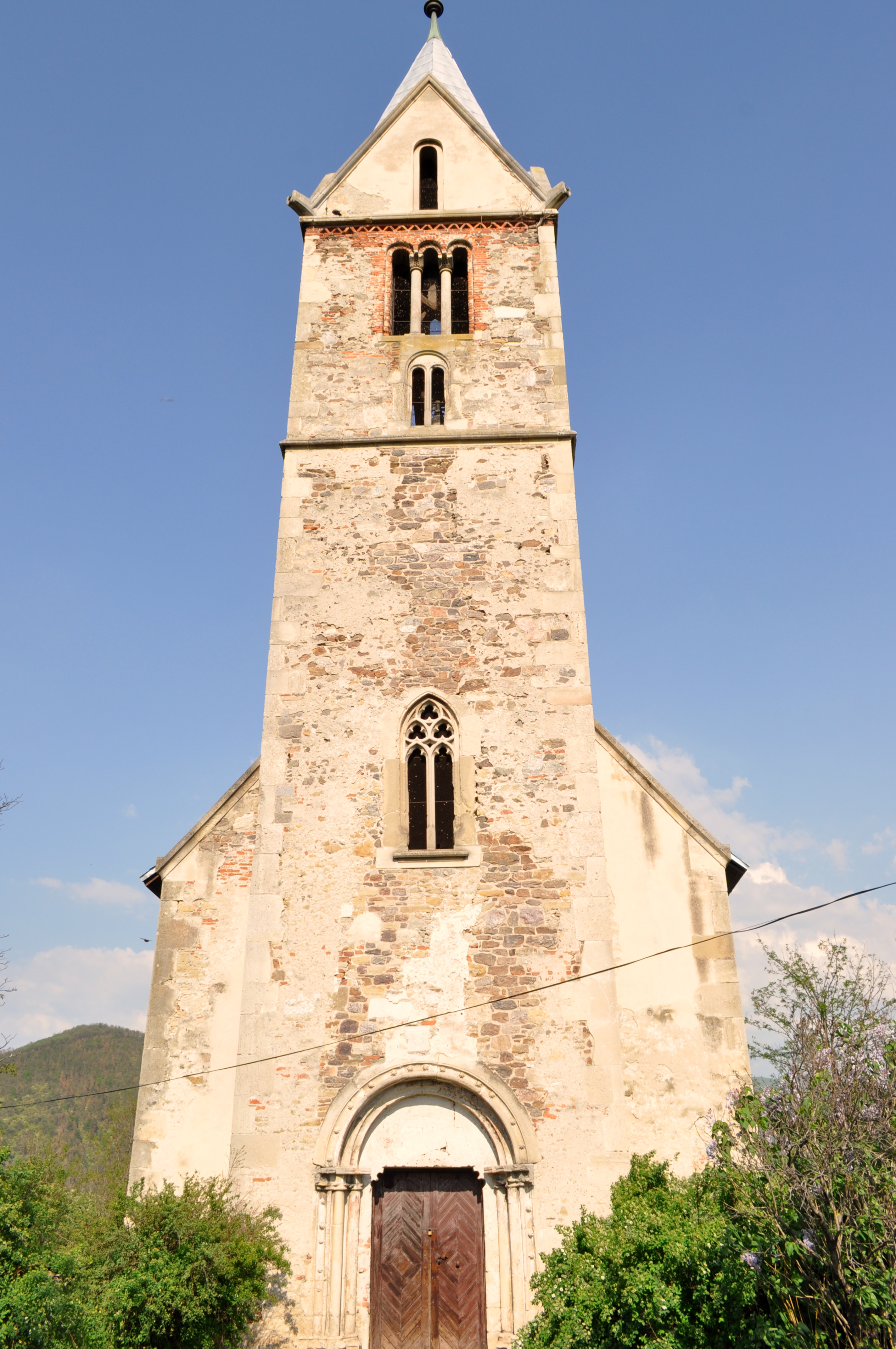
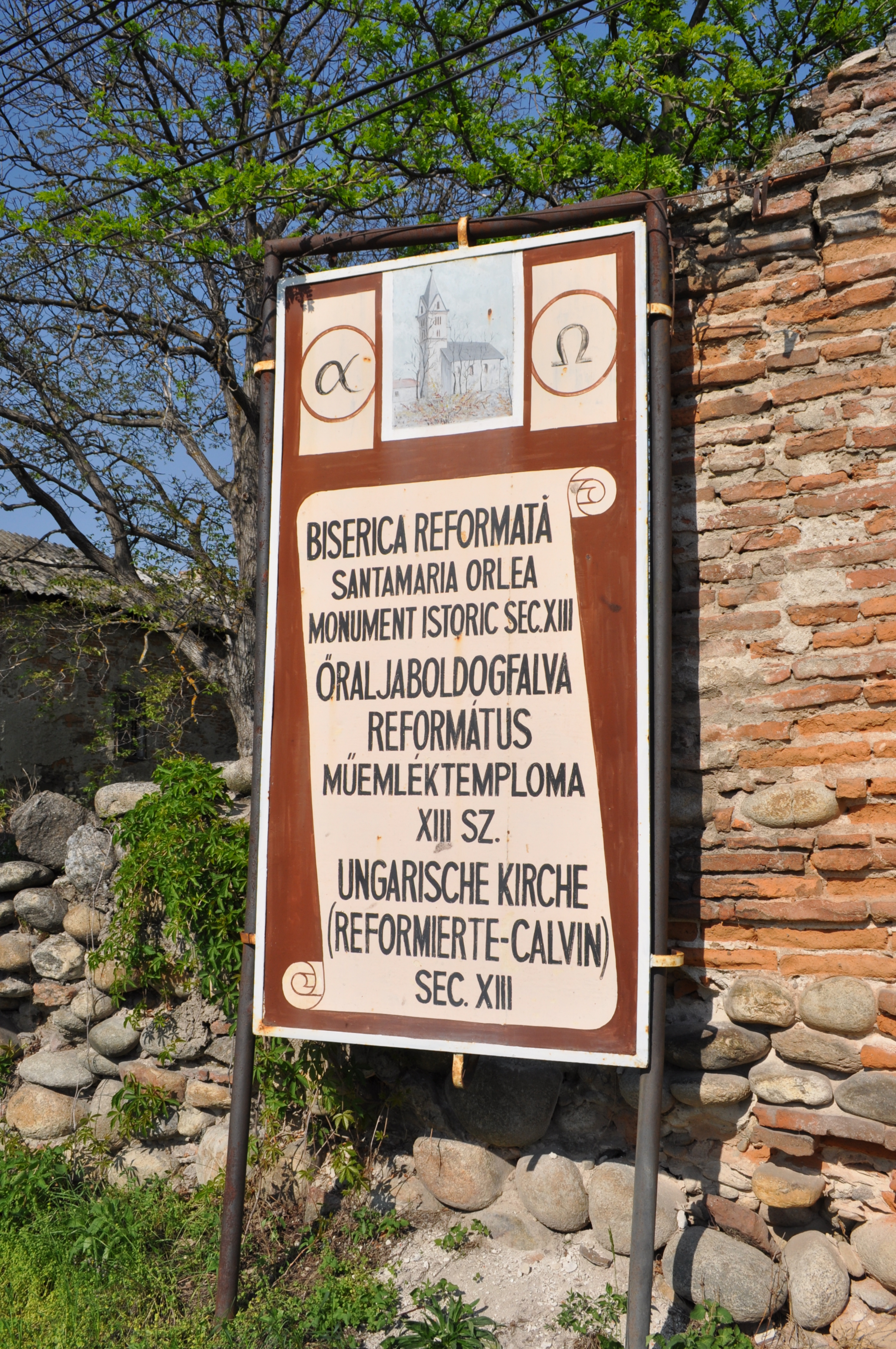
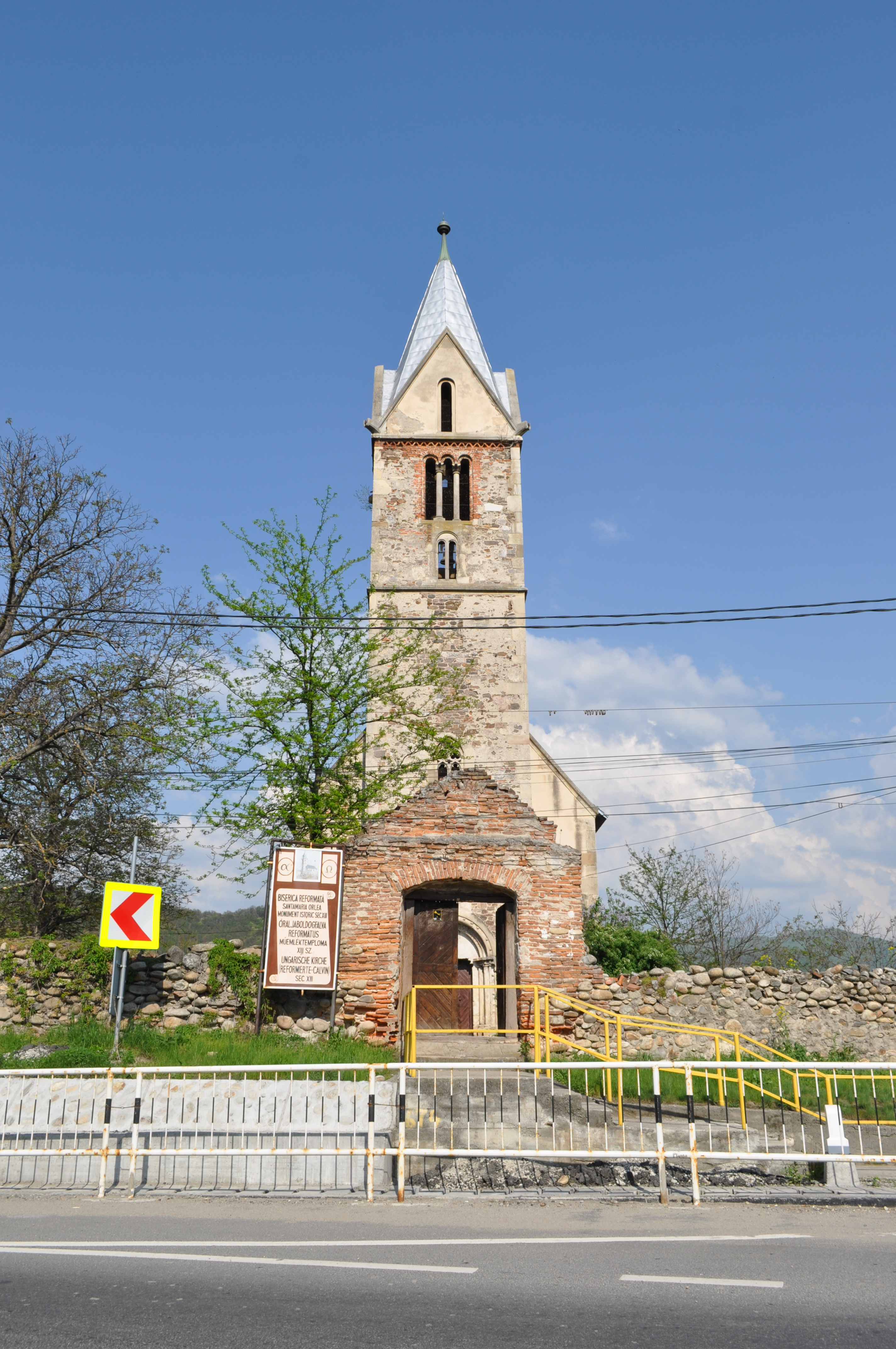
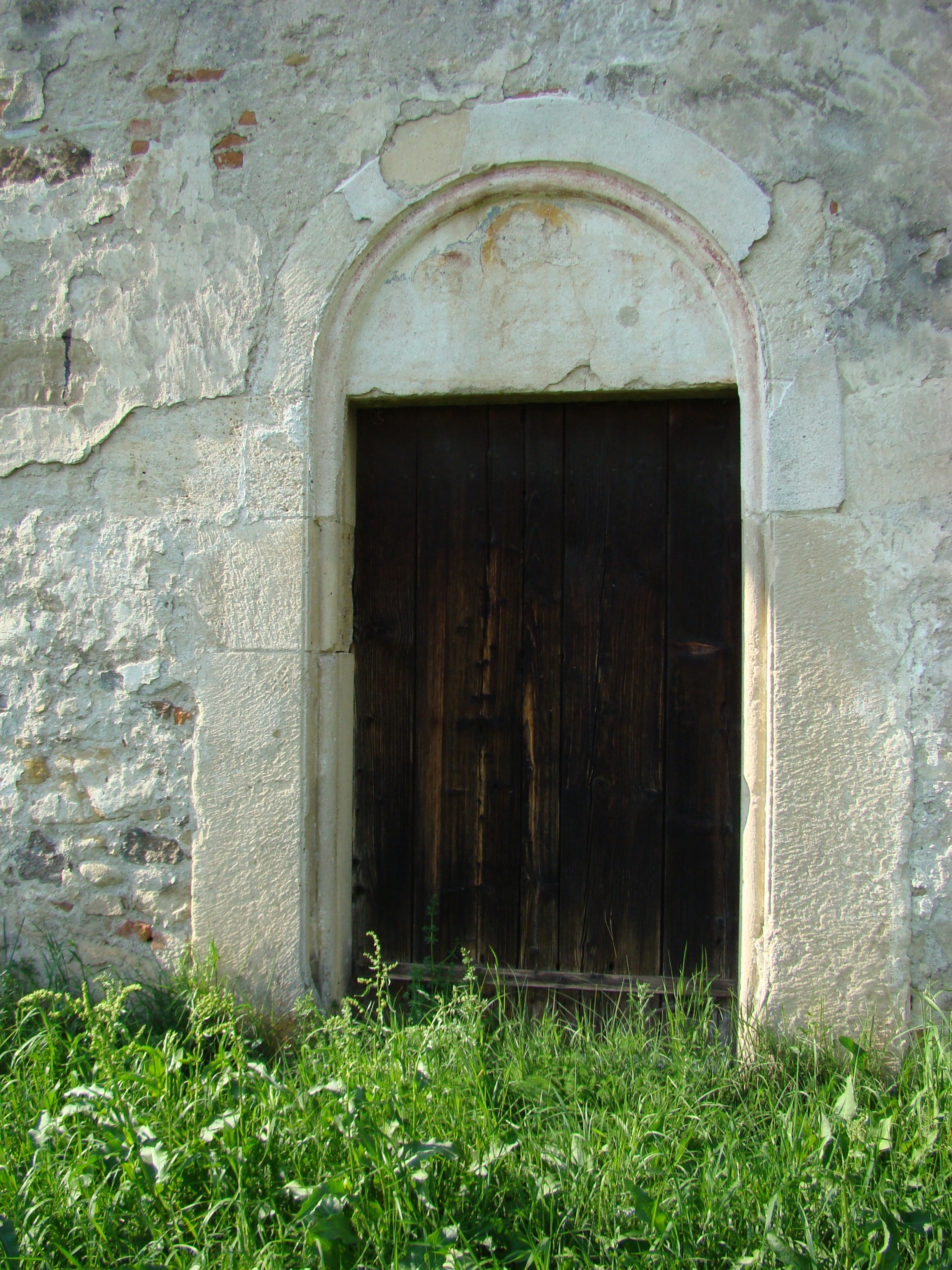
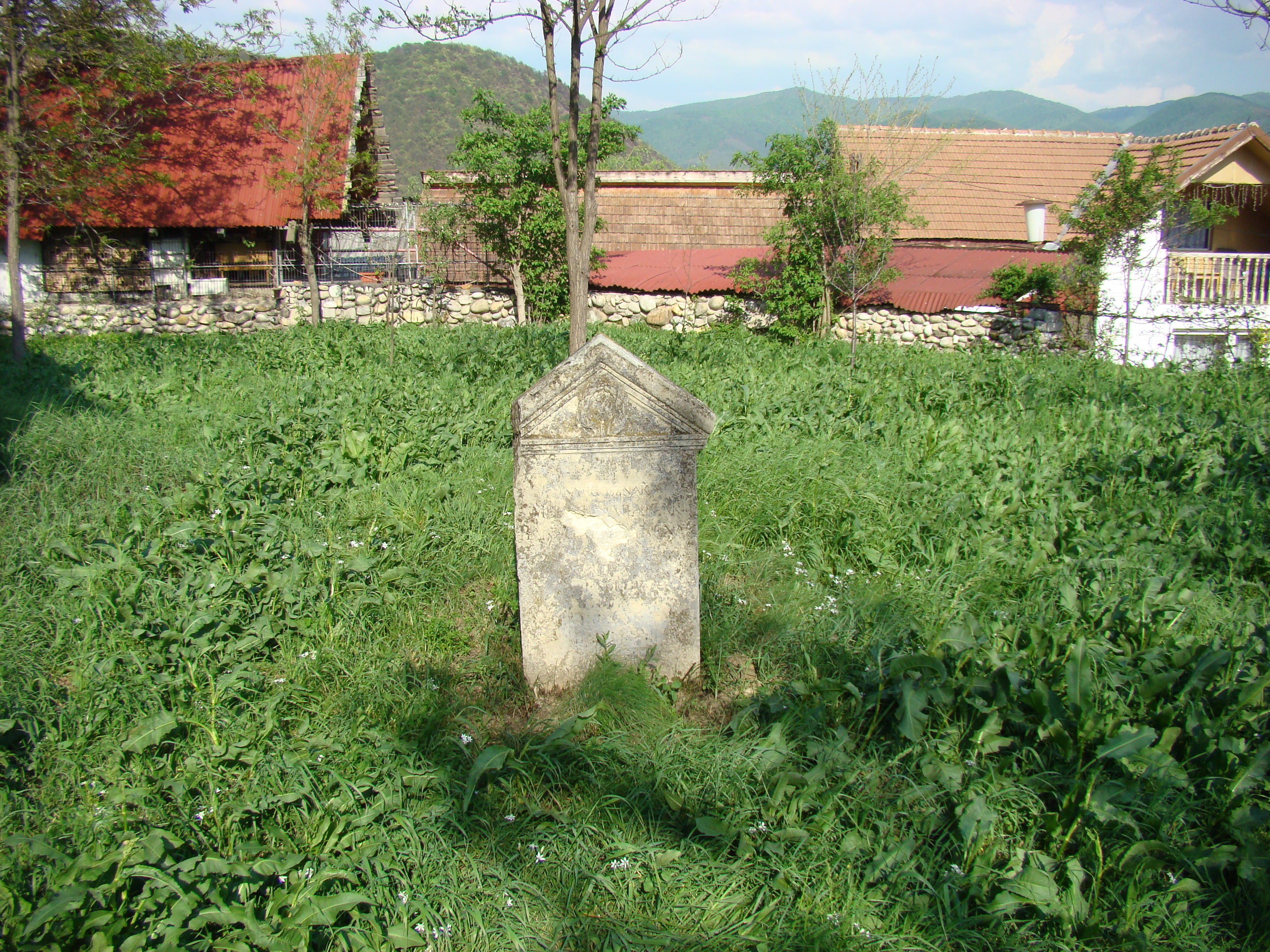
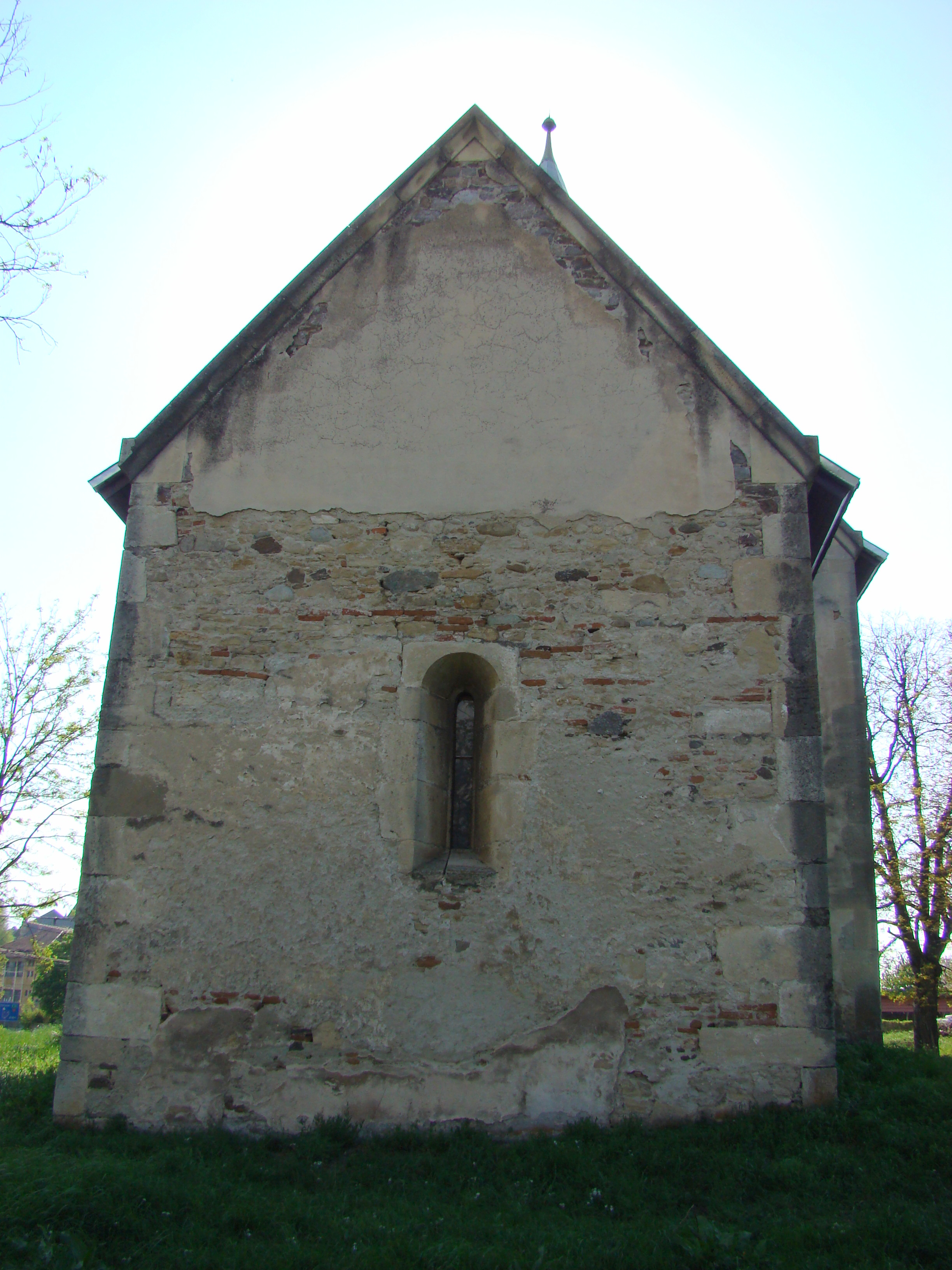
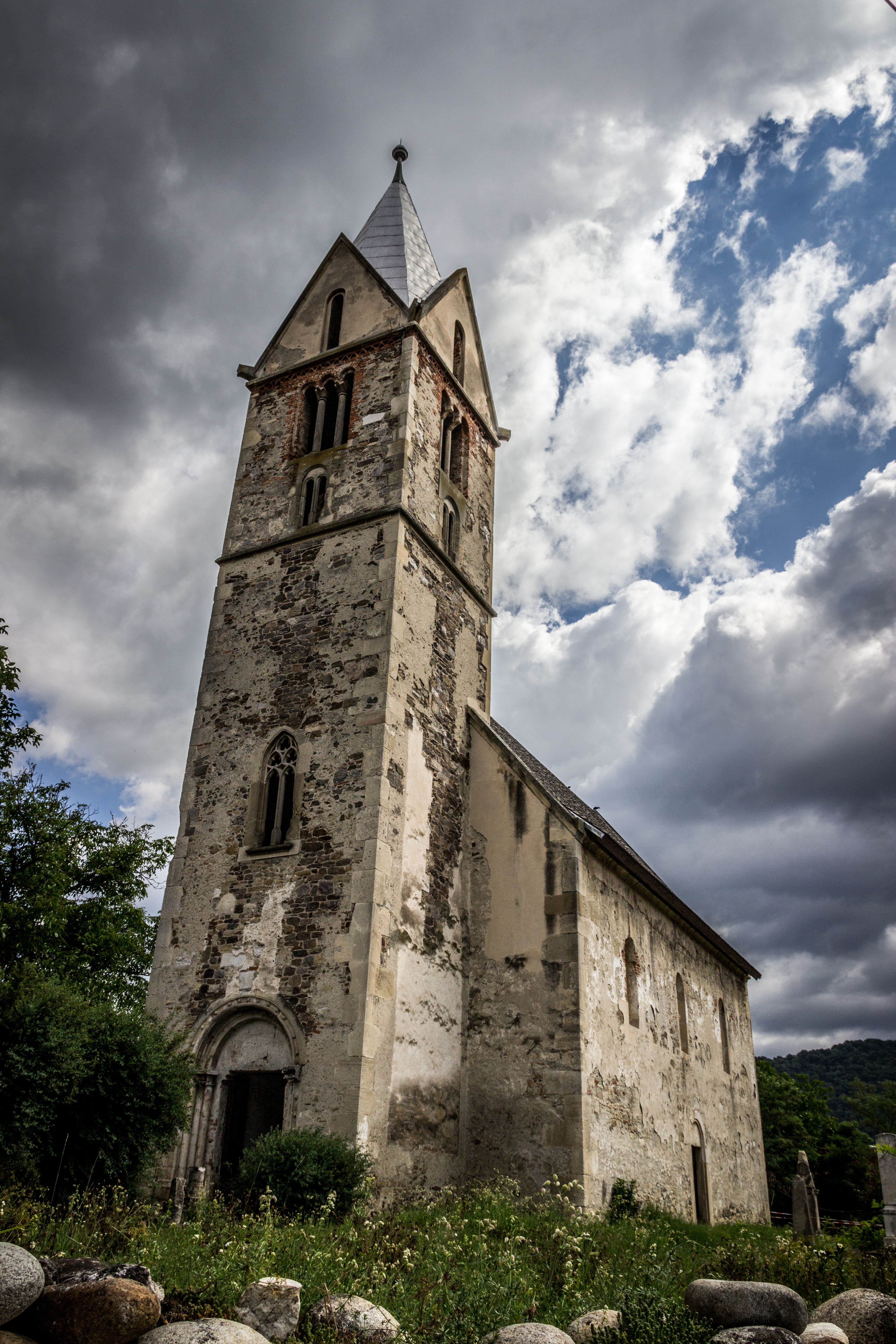
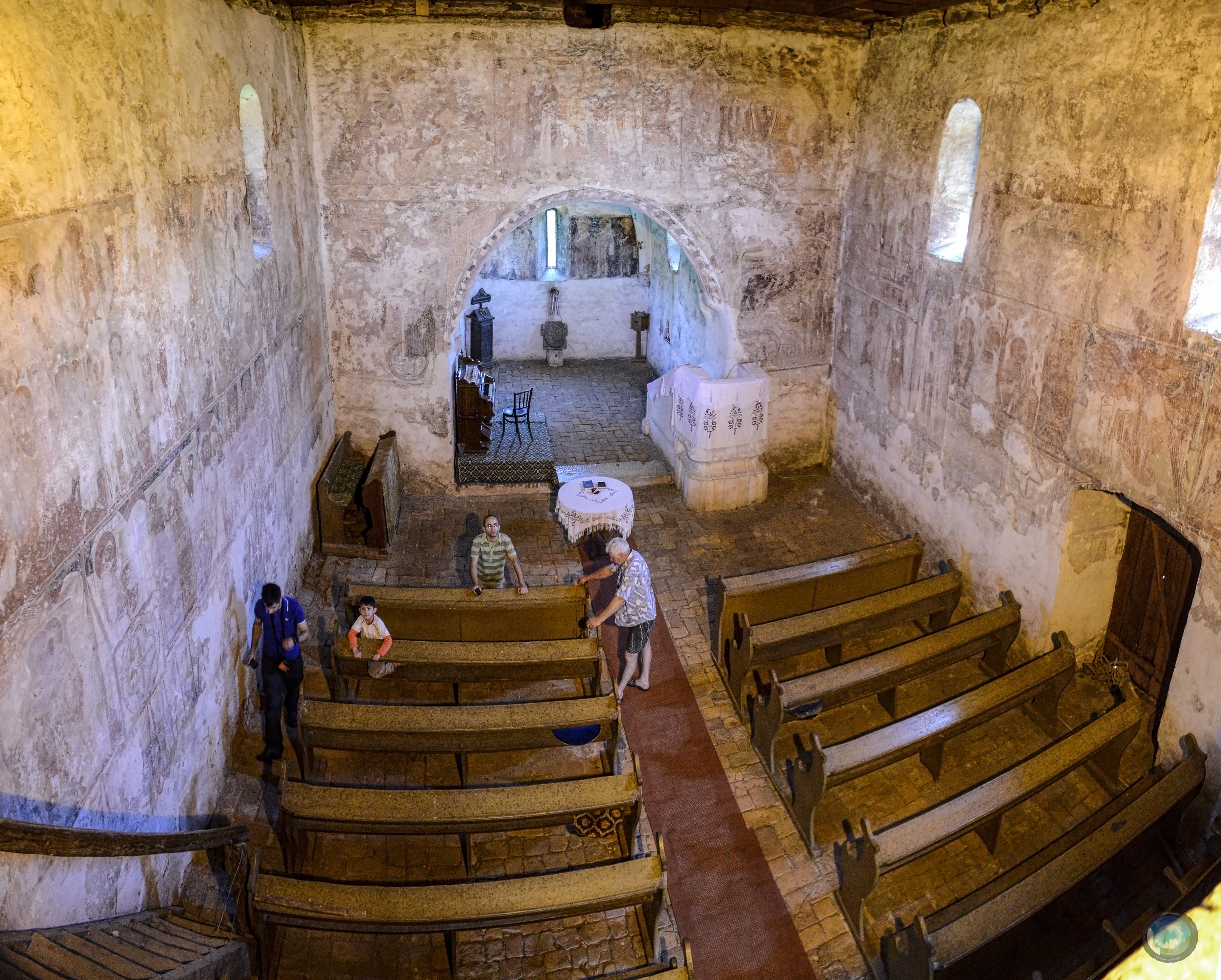
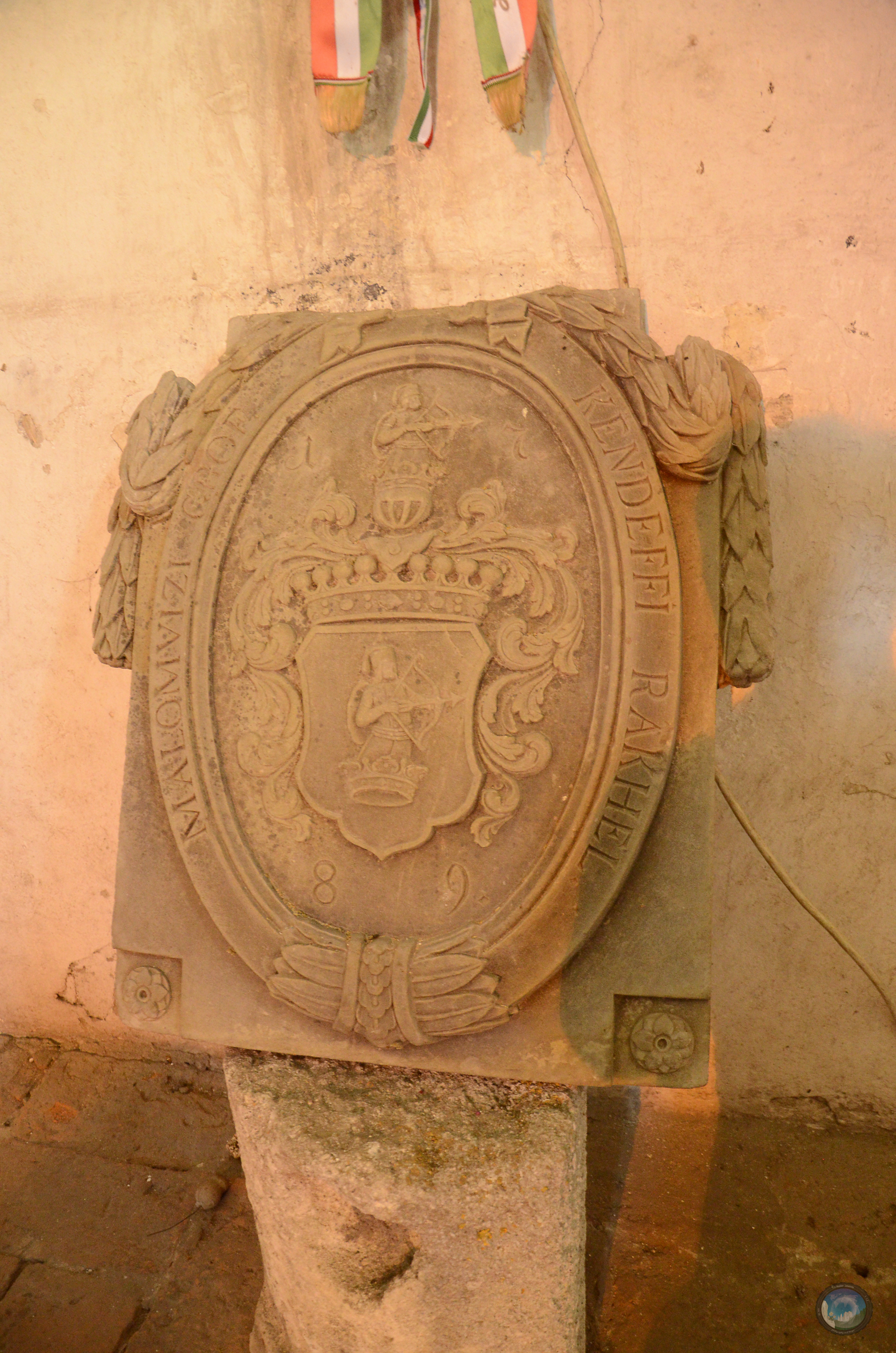
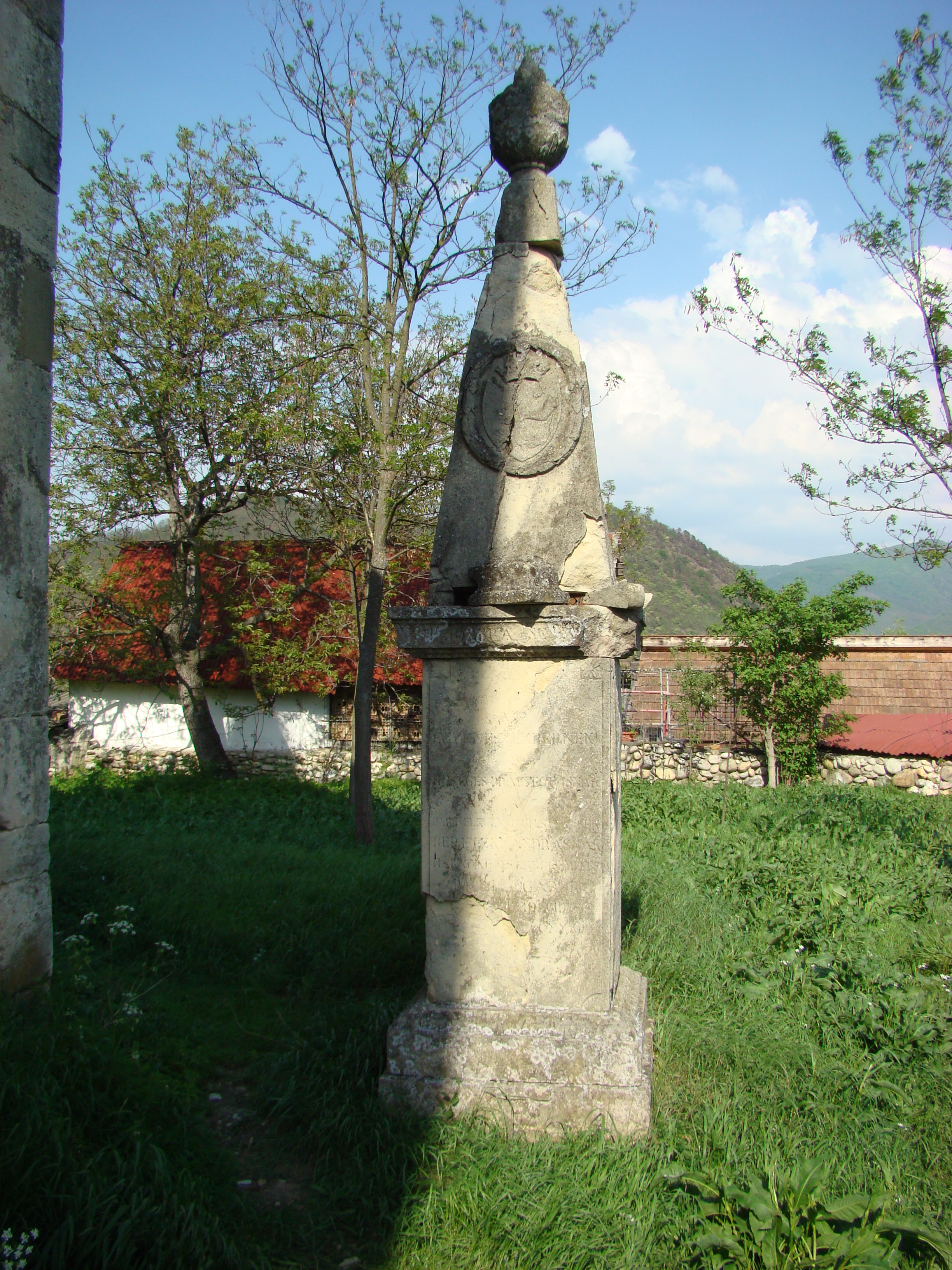
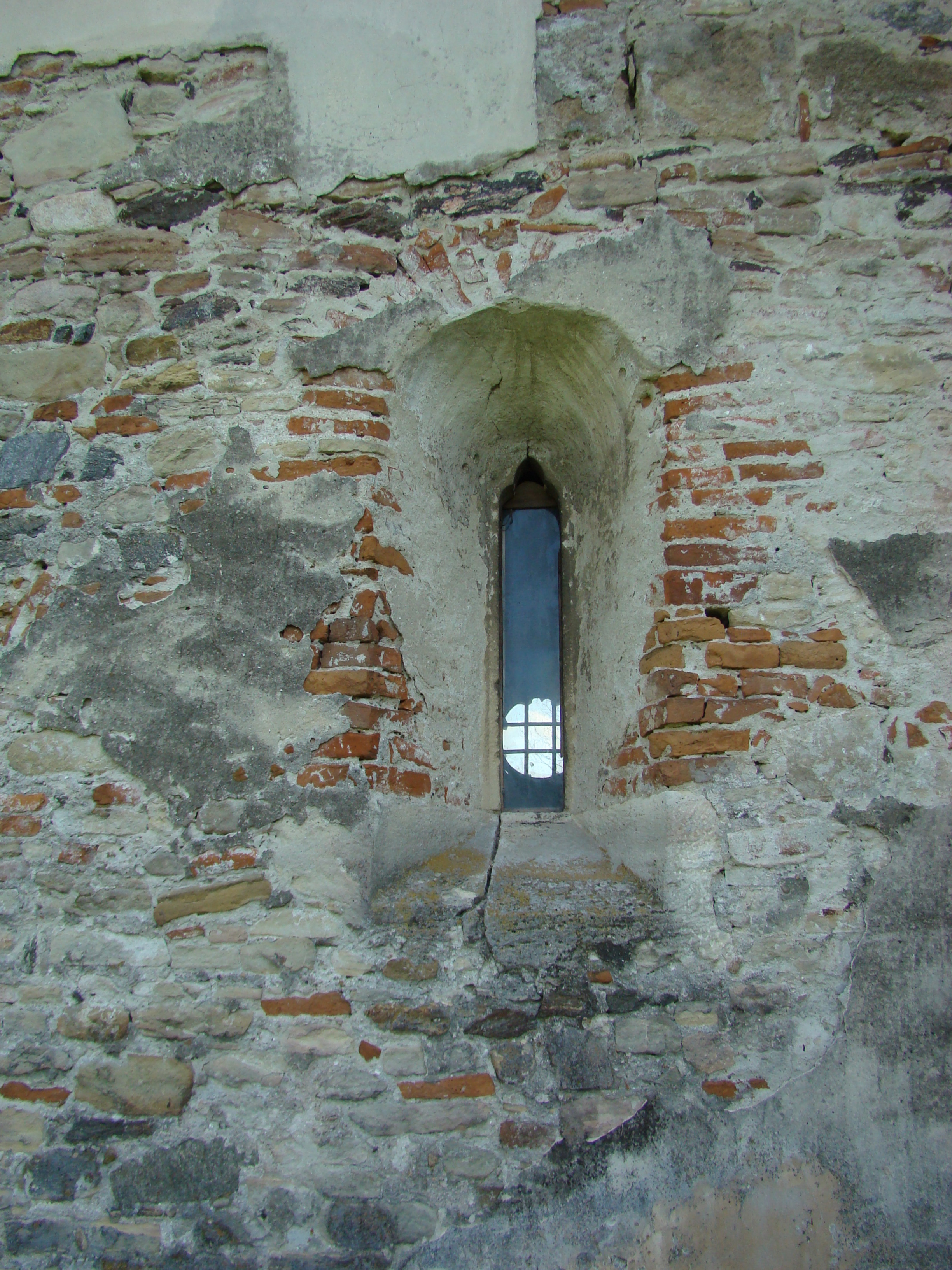
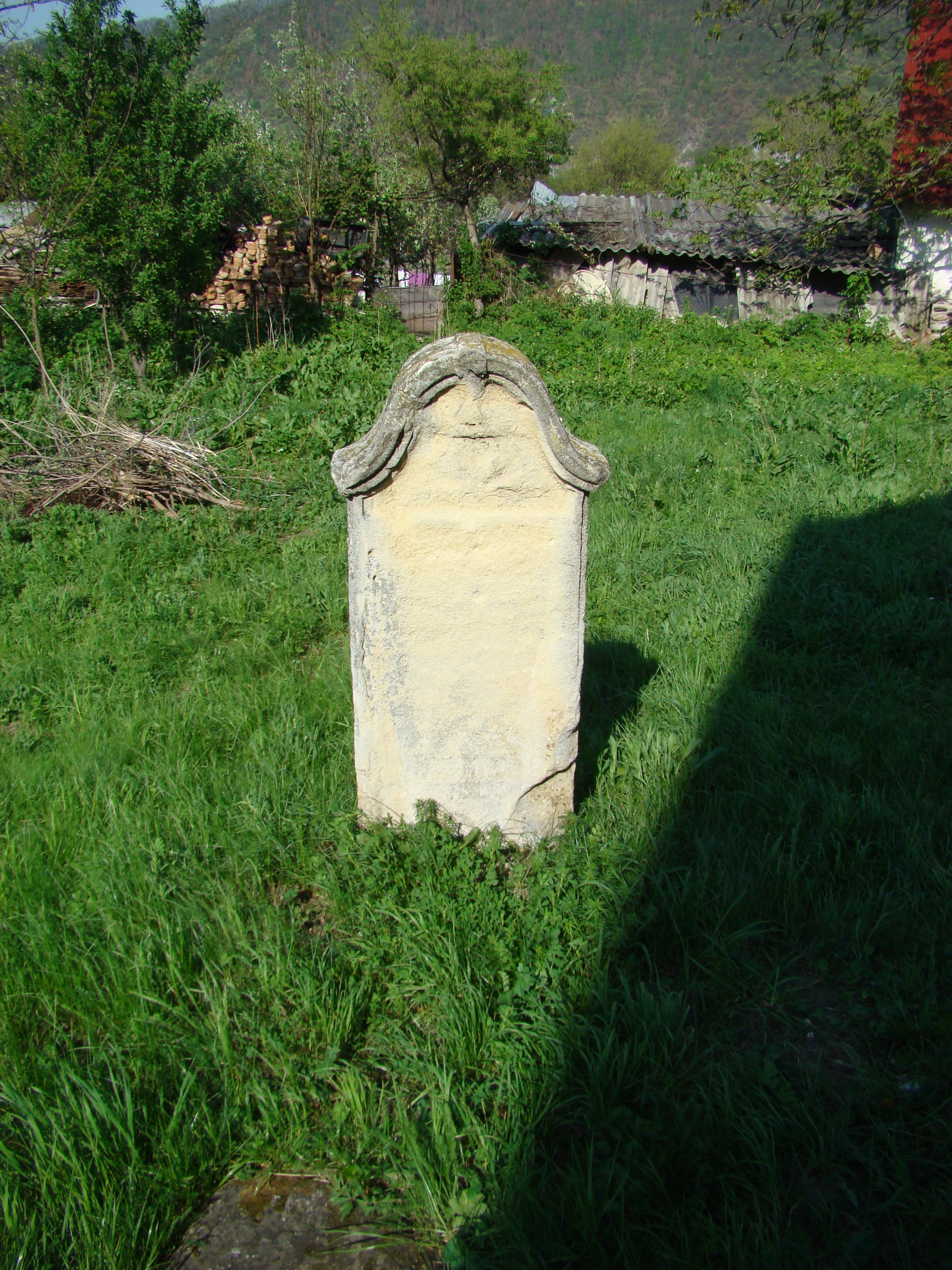
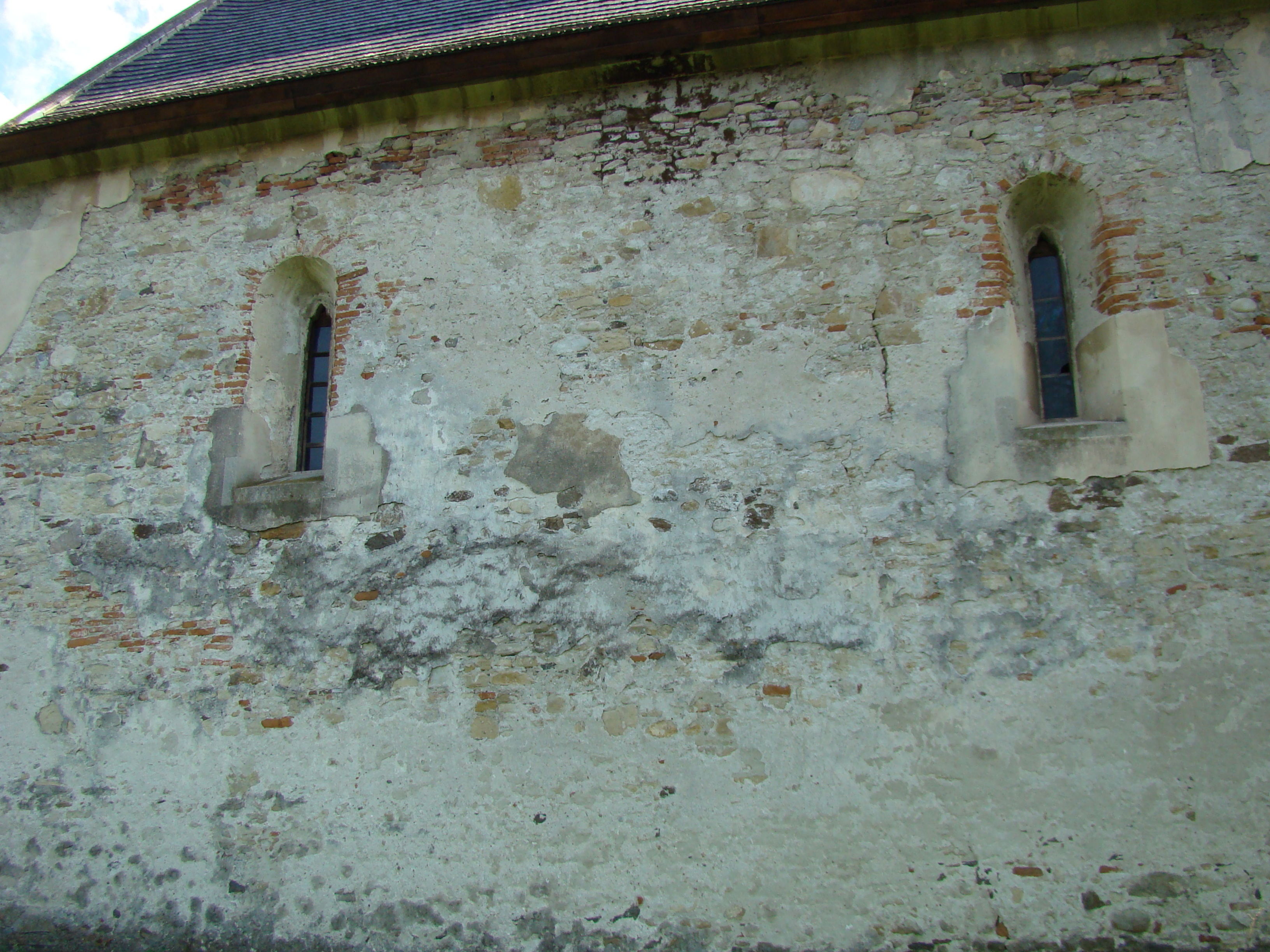